# Mercedes-Benz W21
Mercedes-Benz W 21 — пассажирский автомобиль с шестицилиндровым двигателем, запущенный компанией Mercedes-Benz в 1933 году под названием  Typ 200. Это была одна из нескольких моделей Mercedes-Benz, известная, в своё время, как Mercedes-Benz 200 (или, как в данном случае, Mercedes-Benz Typ 200), но её обычно называют, используя заводской код Mercedes-Benz «W21».
Автомобиль являлся дальнейшим развитием модели W15, появившейся двумя годами ранее. W21 пришёл на смену Mercedes-Benz W02 (также известной как Typ 200 «Stuttgart»), которую компания выпускала с 1928 года.

## Кузов
Автомобиль был доступен в двух- и четырёхдверном кузове торпедо «Tourenwagen», четырёх- и двух-дверном кузове седан «Limousine», трёх- или четырёх-местном обычном кабриолете или спортивном двух-местном.
В 1934 году появилась удлинённая версия автомобиля, колёсная база которого была увеличена на 350 мм до 3050 мм. Модели, предлагаемые с длинной колёсной базой, включали шестиместный «Pullman-Limousine», «Pullman-Laundaulet», большой торпедо «Tourenwagen», более обтекаемый четырёхдверный седан «Limousine» и три различных кабриолета с удлинённой колёсной базой, обозначенные как «Cabriolet A», «Cabriolet B» и «Cabriolet D».

## Двигатель и ходовая часть
Шестицилиндровый двигатель с боковым расположением клапанов объёмом 1961 см3 имел максимальную мощность 40 л.с. (29 кВт) при 3200 об/мин. Ход поршня двигателя составлял 85 мм, а диаметр цилиндра был увеличен на 5 мм (до 70 мм), по сравнению с меньшим шестицилиндровым мотором, устанавливавшимся на модель W15. Максимальная скорость составляла 98 км/ч для обычной модели и 95 км/ч для длиннобазных автомобилей. Мощность от двигателя на задние колёса передавалась через четырёх-ступенчатую механическую коробку передач. Гидравлические тормоза устанавливались на все четыре колеса.
В последний год выпуска модели компания Mercedes-Benz объявила, что в июне 1936 года появится вариант с более мощным 55-сильным (40 кВт) двигателем объёмом 2229 куб.см, который рассматривался как ответ на критику автомобиля как медлительного большого кузова.

## Продажи
С точки зрения функциональности W21 представляет собой существенный прогресс по сравнению со своим предшественником, и был оценен на том же уровне, хотя и оснащался проще. Появление длиннобазной версии через год после обычной связывалось с устранением недочетов, в частности в том, что W21 имел не достаточно большие размеры для работы среди полноразмерных такси. Тем не менее, число выпущенных за три года стандартных моделей достигло 9 281 единиц, а длиннобазных, в течение двух лет — 6 341 автомобилей.
Заметным успехом была популярность у больших шести-местных кузовов «Pullman-Limousine», использовавшихся в качестве такси (нем. Kraftdroschke). В августе 1934 года Opel представил длиннобазную версию Pullman своей модели Opel 6. Эти автомобили концептуально близки и даже имеют общую колёсную базу в 3050 мм, хотя Opel был легче, немного быстрее и чуть менее мощным. Самой большой разницей для покупателя была стоимость автомобиля. Длиннобазный Mercedes-Benz 200s и четырёхдверный лимузин стоил на 1934 году 5 700 немецких марок, в то время как версия «Pullman-Limousine» начиналась от 6 550 марок. «Pullman-Landaulet» или «Cabrio-Limousine» (Opel) или «Tourenwagen» (Mercedes-Benz), однако на каждом уровне цены говорят о том, что Mercedes-Benz имел большую стоимость на автомобили премиум-класса среди операторов такси.